# Спонтанна регресия
Спонтанната регресия представлява биологичен феномен, при който раковите клетки спонтано започват да се самоунищожават и по този начин развилият се туморен процес търпи регресия. При хистологични проби взети от пациенти, при които има развита спонтанна регресия, се доказва напълно стопроцентово отстраняване на туморното образувание в организма. Причините водещи до този биологичен феномен не са известни, но на него се възлагат големи надежди в борбата с рака. До днес в света са описани около 250 случая на спонтанна регресия главно на блестоми, рак на бъбреците, на стомаха и гърдата.